# Prix Bunkamura des Deux Magots
Le prix Bunkamura des Deux Magots (Bunkamuraドゥマゴ文学賞, Bunkamura Du Mago bungakushō) est le pendant japonais du prix littéraire français éponyme. Tandis que l'original français a été mis en place en 1933, le prix littéraire japonais l'a été en 1990 par le Bunkamura, salle multifonctionnelle consacrée aux événements culturels située à Tokyo. Le prix est décerné chaque année au premier semestre pour honorer des œuvres littéraires, des critiques, des pièces de théâtre ou de la poésie. Le jury est composé d'une seule personne qui détermine les lauréats. Ceux-ci reçoivent un certificat, une horloge suisse et une bourse de 1 million de ¥. Sur demande, les gagnants peuvent également participer à la remise du prix des Deux Magots français.

## Liste des lauréats
| Année | Juré                 | Lauréat | Traduction française      |
| ----- | -------------------- | --- | ------------------------- |
| 1991  | Shigehiko Hasumi     | Kōichi Yamada, トリュフォー ―ある映画的人生― (Toryufō – aru eigateki jinsei), (biographie de Truffaut)                                   |                           |
| 1992  | Takaaki Yoshimoto    | Hideaki Mita, 芸術とは無慚なもの ―評伝・鶴岡政男 (Geijutsu to wa muzan na mono – hyōden Tsuruoka Masao), (biographie de Masao Tsuruoka ) |                           |
| 1993  | Kunio Tsuji          | Kuze Teruhiko, 蝶とヒットラー (Chō to Hittorā)                                                                                           |                           |
| 1994  | Shin'ichi Nakazawa   | Shungiku Uchida, ファザーファッカー (Fazā fakkā - Father Fucker) et 私たちは繁殖している (Watashitachi wa hansoku shite iru)             |                           |
| 1995  | Saburō Shiroyama     | Shūichi Sae, 黄落 (Kōraku) |                           |
| 1996  | Shin'ichirō Nakamura | Kōichi IIjima, 暗殺百美人 (Ansatsu Hyakubijin)                                                                                           |                           |
| 1997  | Yasutaka Tsutsui     | Kō Machida, くっすん大黒 (Kussun daikoku)                                                                                                |                           |
| 1998  | Makoto Shīna         | Toshihiko Yahagi, あ・じゃ・ぱん (A ja pan )                                                                                             |                           |
| 1999  | Teruhiko Kuze        | Hiromi Kawakami, 神様 (Kamisama) |                           |
| 2000  | Mitsumasa Anno       | Banana Yoshimoto, 不倫と南米 (Furin to nanbei)                                                                                           | Le Dernier Jour, Picquier |
| 2001  | Nobuhiko Kobayashi   | Hiromichi Horikawa, 評伝 黒澤明 (Hyōden Kurosawa Akira) (biographie de Kurosawa)                                                         |                           |
| 2002  | Yōji Arakawa         | Yōko Tawada, 球形時間 (Kyūkei jikan) |                           |
| 2003  | Natsuki Ikezawa      | Mari Yonehara, オリガ・モリソヴナの反語法 (Origa morizōna no hangohō)                                                                    |                           |
| 2004  | Akira Asada          | Kenji Taguchi, メロウ1983 (Merō 1983 - Mellow 1983)                                                                                      |                           |
| 2005  | Taeko Tomioka        | Tamaki Daidō, 傷口にはウオッカ (Kizuguchi ni wa Uokka)                                                                                   |                           |
| 2006  | Eimi Yamada          | Yōko Hiramatsu, 買えない味 (Kaenai aji)                                                                                                  |                           |
| 2007  | Yōji Arakawa         | Norio Akasaka, 岡本太郎の見た日本 (Okamoto Tarō no mita Nihon )                                                                          |                           |
| 2008  | Gen'ichirō Takahashi | Masaya Nakahara, 中原昌也作業日誌2004－2007 (Nakahara Masaya sakugyō nisshi 2004–2007)                                                   |                           |
| 2009  | Masahiko Shimada     | Keiichirō Hirano, ドーン (Dōn) |                           |
| 2010  | Toshiyuki Horie      | Mariko Asabuki, 流跡 (Ryūseki) |                           |
| 2011  | Noboru Tsujihara     | Ken’ichirō Isozaki, 赤の他人の瓜二つ (Aka no tanin no urifutatsu)                                                                        |                           |
| 2012  | Nobuko Takagi        | Hitomi Kanehara, マザーズ (Mazāzu - Mothers)                                                                                             |                           |
| 2013  | Ken'ichi Matsumoto   | Yûko Onda, 余白の祭 (Yohaku no matsuri)                                                                                                  |                           |
| 2014  | Hiromi Itō           | Harutsugu Yamaura, Natsheratto no otoko (ナツェラットの男)                                                                               |                           |
| 2015  | Shin'ya Fujiwara     | Satetsu Takeda, Monkiri-gata shakai kotoba de katamaru gendai o tokihogusu (紋切型社会 言葉で固まる現代を解きほぐす)                     |                           |
| 2016  | Ikuo Kameyama        | Fuminori Nakamura, Watashi no shōmetsu (私の消滅)                                                                                        |                           |
| 2017  | Saburō Kawamoto      | Hisaki Matsuura, Meiyo to kōkotsu (名誉と恍惚)                                                                                           |                           |
| 2018  | Akiko Ôtake          | Sasara Naruto, Kamisama no jūsho (神様の住所)                                                                                            |                           |
| 2019  | Shigeru Kashima      | Mitsuo Oda, Furuhon'ya sansaku (古本屋散策)                                                                                              |                           |
| 2020  | Shigeki Noya         | |                           |